# Lëvizja Vetëvendosje (Självbestämmande rörelsen)
Självbestämmande (albanska: Vetëvendosje! eller Lëvizja Vetëvendosje, självbestämmande rörelsen, förkortat VV!) är ett kosovoalbanskt Socialdemokratiskt parti i Kosovo som motsätter sig utländskt engagemang i landets inre angelägenheter. Partiet kampanjar för principen om lika rättigheter och jämställdhet, och för suveräniteten som utövas av folket, som en del av rätten till självbestämmande.
Den stora kontrasten med det vanliga politiska spektrumet inom Kosovo berör två frågor som präglar Kosovo efter kriget: den långa förhandlingsprocessen med Serbien om den interna organisationen och de socio-politiska aspekterna av Kosovo, utan att ställa några tidigare villkor för den serbiska sidan, som de anser "orättvisa och skadliga", och privatiseringsprocessen för offentliga företag som de beskriver som "en korruptionsmodell, som bidrar till att öka arbetslösheten, förstöra ekonomin och stoppa landets ekonomiska utveckling ".
Det ger den mest fast och kontinuerligt kritiska oppositionen mot regeringen samtidigt som de fokuserar sina program längs tre huvudaxlar: utvecklingsstat, meritokrati och välfärdsstat.